# Vic-la-Gardiole

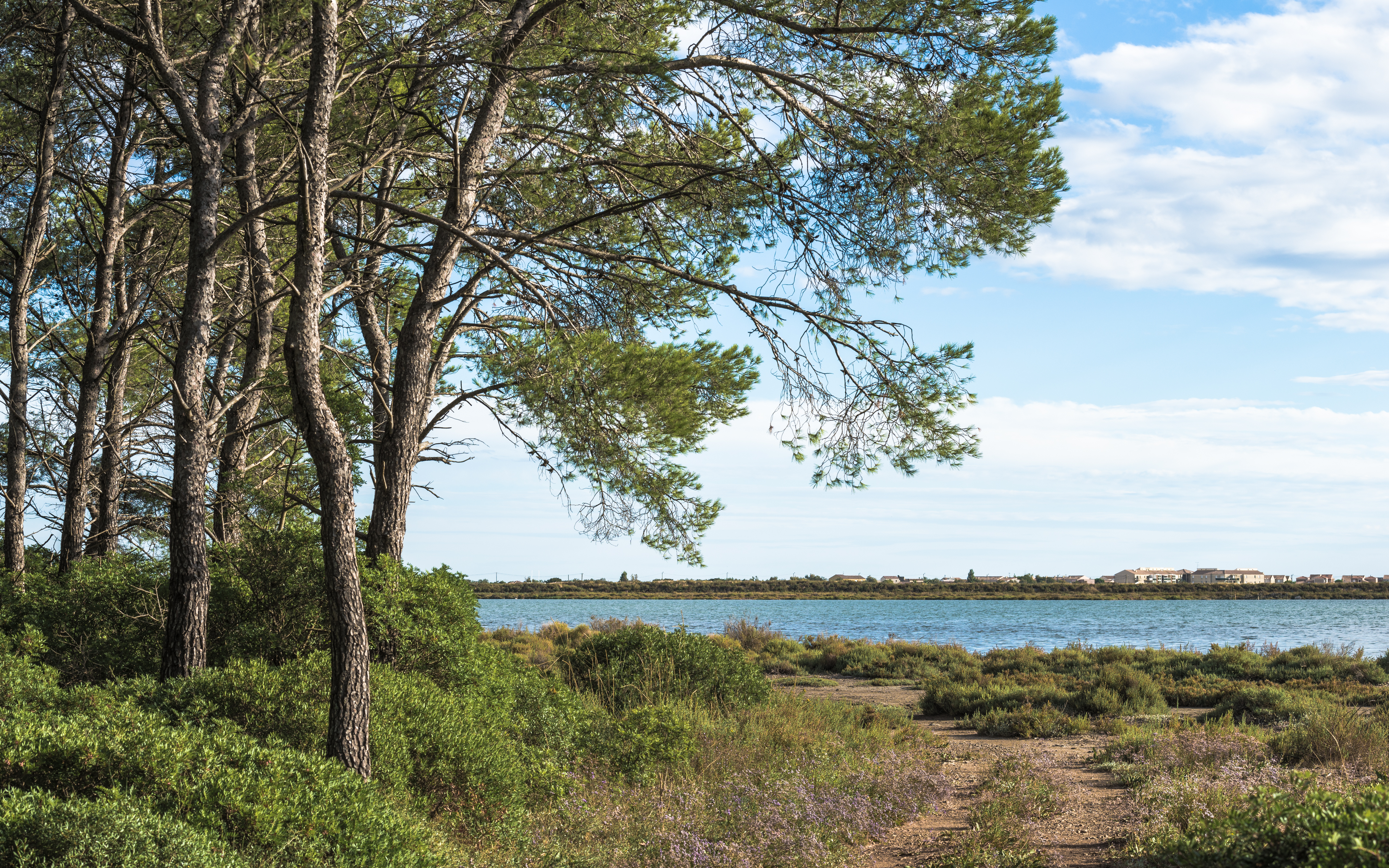

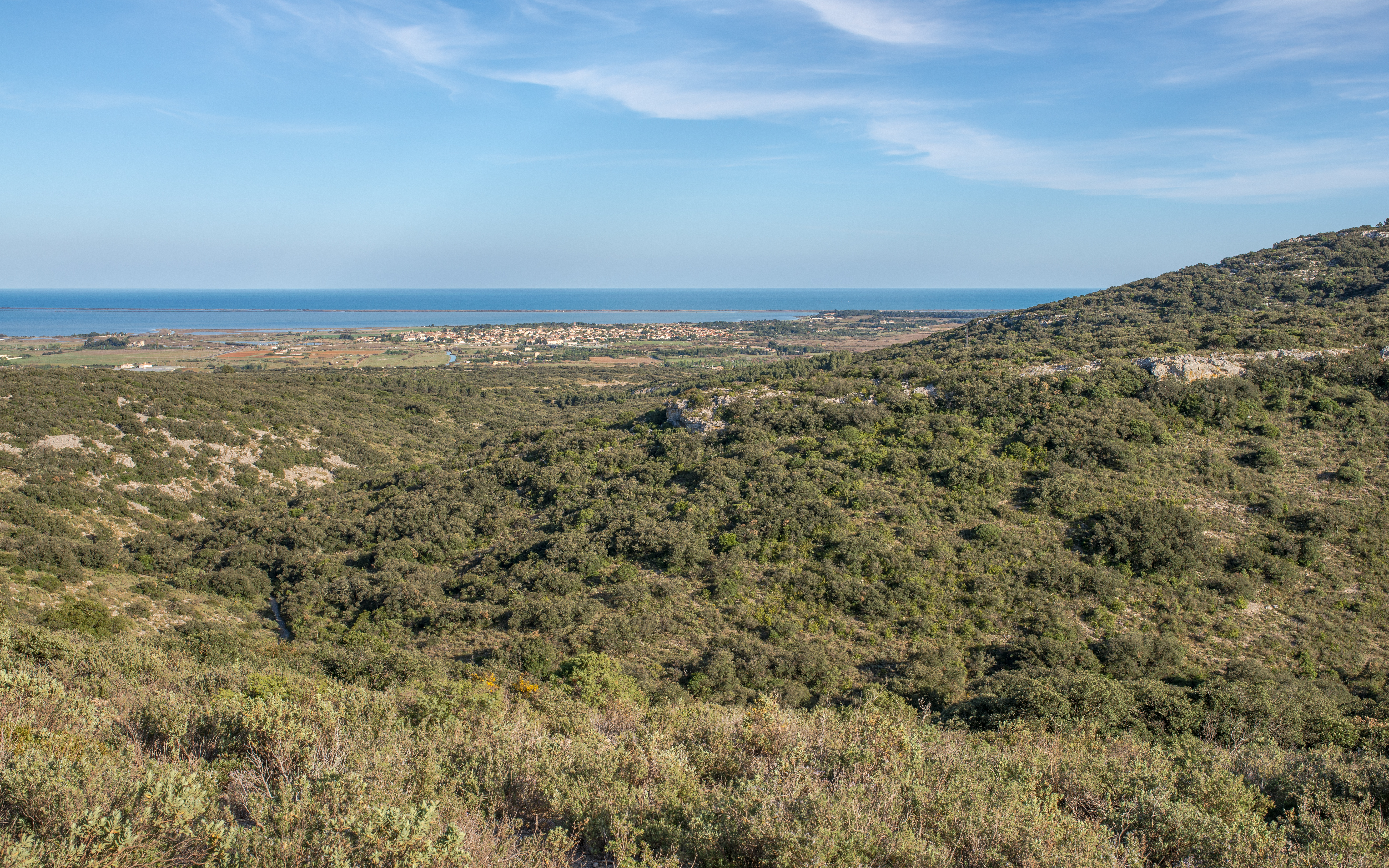

Vic-la-Gardiole es una comuna francesa situada en el departamento de Hérault, en la región de Occitania.

## Demografía
| 541 | 528 | 602 | 827 | 1607 | 2464 | 3373 |
| Para los censos de 1962 a 1999 la población legal corresponde a la población sin duplicidades (Fuente: INSEE [Consultar]) |     |     |     |      |      |      |